# خوزه لوییس گایا
خوزه لوییس گایا (اسپانیایی: José Luis Gayà‎؛ زادهٔ ۲۵ مهٔ ۱۹۹۵) یک بازیکن فوتبال اهل اسپانیا است که در پست دفاع چپ برای والنسیا در لا لیگا بازی می‌کند.
وی در همه رده‌های سنی برای تیم ملی فوتبال اسپانیا بازی کرده‌است و در می ۲۰۱۵ برای بازی دوستانه مقابل کاستاریکا به تیم ملی بزرگسالان اسپانیا دعوت شد.